# Монтажник радіоелектронної апаратури та приладів
Монтажник радіоелектронної апаратури та приладів — робітнича професія.
Код:  7242.
Кваліфікація: монтажник радіоелектронної апаратури та приладів 2, 3, 4, 5, 6-го розрядів.

## Основні обов'язки
- готувати електрорадіоелементи до монтажу;
- встановлювати електрорадіоелементи на друковані плати;
- монтувати прості вузли, блоки, прилади, радіопристрої, секції фільтрів та панелі радіоелектронної апаратури, апаратури дальнього та провідного зв'язку за простими монтажними схемами та кресленнями;
- встановлювати наконечники закритого та відкритого типів шляхом обпресування;
- виконувати монтаж методом накручування;
- укладати провідники за шаблонами;
- прокладати екрановані провідники та високочастотні кабелі з розбиранням та розпаюванням кінців провідників за простими монтажними схемами;
- випробовувати та перевіряти виконаний монтаж на полярність, обрив, коротке замикання та правильність підключення із застосуванням електровимірювальних приладів;
- виконувати демонтаж із заміною окремих елементів;
- знаходити і усувати несправності зі зміною окремих елементів і вузлів.

## Розряди

### 2-й розряд

#### Завдання та обов'язки
Монтує прості вузли, блоки, прилади, радіопристрої, друковані плати, секції фільтрів та панелі радіоелектронної апаратури та апаратури дальнього та провідного зв'язку за простими монтажними схемами та кресленнями з повним закладанням проводів та з'єднань в усіх видах виробництва.

### 3-й розряд

#### Завдання та обов'язки
Монтує вузли, блоки, прилади радіоелектронної апаратури, апаратури провідного зв'язку та ЕОМ середньої складності за монтажними схемами з повним заправленням та розпаюванням проводів та з'єднань.

#### Повинен знати
- Будову та принцип дії апаратури, яку монтує, способи монтажу радіоелектронної апаратури та апаратури провідного зв'язку середньої складності за монтажними схемами;[5]

### 4-й розряд

#### Завдання та обов'язки
Монтує великі групи різних складних радіопристроїв, приладів радіоелектронної апаратури, апаратури ЕОМ, звукозаписувальної та відтворювальної апаратури.

#### Повинен знати
- Будову, призначення, принцип дії та способи відналагодження радіоелектронної апаратури.

### 5-й розряд

#### Завдання та обов'язки
Монтує великі групи різних особливо складних електро- і радіопристроїв, станції, блоки, стелажі, стояки радіоелектронної апаратури, механізми, прилади, системи апаратури провідного зв'язку за ескізами та принциповими схемами. Виявляє та усуває різні дефекти монтажу.

### 6-й розряд

#### Завдання та обов'язки
Монтує дослідні та експериментальні блоки, шафи, стелажі, стояки, прилади, пристрої радіоелектронної апаратури та апаратури провідного зв'язку будь-якої складності за ескізами та принциповими схемами. Складає, монтує та відпрацьовує схеми будь-якої складності для радіопристроїв, які монтує, та дослідних взірців, які заново розробляє, з різних проводів, кабелів та шин. Виявляє дефекти, установлює місця ушкоджень та усуває їх зі заміною приладів, вузлів, частин схеми. Настроює та випробовує дослідні та експериментальні приймальні, передавальні телевізійні, звукозаписуючі, відтворюючі, спеціальні радіопристрої, які монтує. Виготовляє схеми шаблонів до експериментальних та дослідних взірців апаратури. Перевіряє всі електричні параметри апаратури, яку монтує.

## Професійно-кваліфікаційні вимоги
- професійно-технічна освіта;
- знання елементної бази;
- знання методів і способів монтажу;
- уміння користуватися паяльною станцією чи паяльником;
- уміння користуватися вимірювальним обладнанням;
- знання креслень.

## Умови праці
Працює сидячи, в спецодязі, на спеціально обладнаному робочому місці, в закритому приміщенні, добре освітленому, з витяжною вентиляцією і повним набором монтажного інструменту і техніки (часто — на конвеєрі). Необхідні умови праці створюються керівниками заводів і інших підприємств, що базуються на роботі монтажників радіоелектронної апаратури та приладів.
За кожним працівників має бути закріплене постійне робоче місце з монтажним столом.

## Медичні обмеження
Захворювання дихальних органів, порушення в роботі опорно-рухового апарату, алергічні захворювання, порушення зору або стійке зниження слуху.

## Рекомендована література
- Лега Ю. Г. Конструювання радіоелектронної апаратури. Поверхневий монтаж електрорадіоелементів / Ю. Г. Лега, А. А. Мельник. — 1999.